# 奥志賀高原スキー場
奥志賀高原スキー場（おくしがこうげんスキーじょう）は、長野県下高井郡山ノ内町にあるスキー場である。

## 概要
志賀高原一帯に展開する志賀高原スキー場の中で最も北に位置し、一ノ瀬地区最奥部の焼額山北東斜面に広がる。
スキー以外に避暑や登山などを楽しむことができ、各施設はそれぞれ独立しながらも一体とした通年型リゾートをなしている。施設の多くを奥志賀高原リゾートが運営し、奥志賀高原滞在者だけでなく非宿泊者にも解放されている。開業当時から静かさを維持するために宿泊人数を計画的に制限しており、近年はゆっくりと過ごす長期滞在リゾートとしての性格をさらに強めている。
一般的に「奥志賀」とは本スキー場の全域を指すが、狭義においては、ホテルなどが立地する本スキー場の北側部分を奥志賀エリア、奥志賀ゴンドラリフト乗り場などがある南側部分を大洞(おおぼら)エリアと呼ぶ。奥志賀エリアがリゾートのベースとなり、多くの施設や機能が集中して整備されている。一方、大洞エリアには杉山スクール直営宿舎、スポーツハイム奥志賀とレストラン、サンクリストフがゴンドラリフト乗り場から徒歩1分圏内にある。
本スキー場が開業した当時は、一の瀬地区の他のスキー場と切り離され、志賀高原スキー場の中では独立していたことから、奥志賀高原ホテルを中心に独特の雰囲気と静けさのある高級リゾート地として営まれてきた。隣接する焼額山スキー場の開業により一の瀬地区とのスキーでの往来が可能となった現在も、ホテルを中心に志賀高原スキー場の中で最もリゾート感覚に富むスキー場の一つとなっている。
リフトの運営主体は奥志賀高原リゾートで、リフトは6本(内ゴンドラ1本)、コースは8本ある。尾根沿いにレイアウトされたダウンヒルコースは、適度な斜度とカーブがある中斜面で、ゴンドラリフト1本で約2,800mの滑走ができることから、本スキー場で一番の人気コースとなっている。

標高は1,500～2,000mと高く、初雪が10月下旬には降り、例年12月上旬にはオープンし、5月の連休まで営業しているが、4月上旬以降は数本のリフトが運休となる場合がある(主に第1リフトの平日運休)。
リフトパスは、標準的な志賀高原スキー場共通リフト券、一回券やポイント制回数券のほかに、本スキー場独自のリフト券がある。
志賀高原スキー場全域を結ぶシャトルバスを利用して、スキー滑走でアクセスできない熊の湯スキー場や横手山スキー場方面への移動も可能である。

## ゲレンデ・コース
最低標高1,470m、最高標高2000m。尾根伝いのコースが多く、視界が開けており景観がすばらしい。目の前には志賀高原最高峰の岩菅山系(最高峰は裏岩菅山(標高2341m))がそびえる。急斜面などの上級者コースには、少々狭い部分があるものの迂回コースが設置され、初級者でも滑り下りることができる。

奥志賀エリアと大洞エリアとは、第3高速ペアリフト降車場とゴンドラ山頂駅で接続している。焼額山山頂の第4ゲレンデ最上部と第6ゲレンデ下方において焼額山スキー場と接続している。

本スキー場が開業した当時は、ひとつのコースにひとつのリフトが掛かっていたことから、ゲレンデの名称とリフト番号とが相関していた。現在も一部のコースを除いて、コース番号とリフト番号が一致していることから、コース名やリフト名を省略して番号だけで呼ぶ場合もある。

### 初級者向け
（距離・平均斜度/最大斜度）
- 奥志賀エリア
  - 第1ゲレンデ　900m・6/8
    - ファミリー向けの広い緩斜面で、初心者でも楽に滑ることができる。奥志賀高原ホテルの正面に当たる。ポールが設置されることがある。
    - 第1リフト全長に沿ってもコースがある。こちらはエキスパートからの滑走がなく、林に挟まれて静かな所となっている。

  - 第1キッズ林間コース　900m・－
    - 第1ペアリフトの降り場向けの右方にリフトに沿ってある。コースと言うよりは林の中での遊び場的雰囲気がある。

  - キッズパーク　第1ペアリフト乗り場横。2010年12月よりオープン。15mのベルトコンベアー式リフトが設置されている。入場料は500円。杉山スクールによりキッズスクールも毎日開校されている（繁忙期を除く毎週水曜日は休み）
  - 第2林間コース　630m・10/17
    - エキスパートコースの迂回路としても機能している。その名のとおり、くねくねと林の中を通り、古い古木などいろいろな木があったり眺めもよい。
    - 途中でもエキスパートと接続している。

  - 第4ゲレンデ　400m・12/16
    - 前半は少し急な斜面、後半はなだらかとなるコース。初級・中級向け。雪が緩む季節になると最初の急な所にコブが出来ることがある。ポールが設置されることがある。
    - 焼額山スキー場との接続点。両スキー場との往来には滑走だけで滑り込むことは困難であり、どちらに向かうにも多少の登りがある(焼額山スキー場から奥志賀高原スキー場に向かう方が比較的楽)。
- 大洞エリア
  - 第6ゲレンデ　700m・8/9
    - 緩斜面が続き、あまり人もいない静かなコース。スクールレッスンなどがよく行われている。初心者向けでもあるものの、現在はゴンドラで一旦山頂まで登らなくては行けなくなった。
    - リフトの右方に熊落としコースがそびえ、望むことができる。
    - 焼額山スキー場との接続点。焼額山スキー場からのアクセスのみ可能で、ゲレンデ中程に接続点がある。
    - かつては、第6ペアリフト乗り場付近に焼額山スキー場との接続点があったが、焼額山第3ロマンスリフトの廃止により、奥志賀高原スキー場からのアクセスは不可となった。

  - ヒルサイドコース　820m・10/17
    - ダウンヒルコースの迂回路。コース入り口付近に未圧雪エリアがある。（入り口付近のみ中級者向け）

### 中級者向け
- 奥志賀エリア
  - 第3ゲレンデ　600m・13/16
    - 最後に少し急なところがある。ポールが設置されることがある。
    - プルークボーゲンができれば初級者でも問題はない。
    - 降り場付近はパトロールの待機場所となっている。また展望台があり、雪像やかまくらなどの遊び場所でもある。
- 大洞エリア
  - ダウンヒルコース　2,200m・19/28（いくつかのコース取りによっては3,000mとも）
    - 一番人気のあるコース。中級・上級向け。山頂から一番下まで一気に滑る事が出来る。中級者は上級向け部分をヒルサイドで迂回できる。初級者も迂回のヒルサイドコースなどを使えば滑る事ができる。
    - 第6ゲレンデへの接続路。

### 上級者向け
- 奥志賀エリア
  - 第2エキスパートコース　630m・23/30
    - 人気の上級コース。2010年12月よりウインチ付の雪上車で整備されるようになったが、混雑した日の午後あたりにはコブが出来る。ライブカメラによって正面からすべてを見ることが出来る。滑り出しの急な所は第2林間コースで迂回できる。コース右脇に第2高速ペアリフトが架かる。1988年に第2高速ペアリフトとなる以前のシングルリフト時代は、リフトがコース中央よりに架設され、コース幅が狭かったことから現在よりも難易度が高かった。
- 大洞エリア
  - 熊落としコース　400m・20/30
    - 一番の急斜面。また幅も狭く、非常に迫力がある。圧雪車が入らないので、常時大きなコブが出来ている。春先などは、雪崩の危険等もあり、閉鎖されることもある。

  - 第7上級コース
    - ダウンヒルコースの最後の斜面のこと。旧第7リフトがあった名残である。

### 廃止されたコース
- かもしか落とし(シカ落とし)コース　610m・19/34　
  - ダウンヒルコースより分岐していた。第5シングルリフトを利用して繰り返し滑走することができた。
  - 逆S字型に湾曲した幅の狭いコースは熊落としコース以上に圧迫感があった。かつてのスキー場ゲレンデガイド本において「急で狭くすごいコース」と表現され、更にその横にある熊落としコースのコメントには「シカ落としコースよりやや楽」と記載されていた[2]ことからも本コースの難易度の高さをうかがい知ることができる。
  - 現在でもコースの名残を焼額山スキー場の第１ゴンドラリフトから確認することができる。

- 法人寮連絡路　
  - 大洞地区と奥志賀地区との間に企業用保養施設用地として分譲された地区がある。ここに大洞地区からスキーで滑り込める連絡路があったが、保養施設の廃止が相次いだことから利用者が減り、2015年頃以降は利用できない。連絡路入口は、サンクリフトフの西側(林道を利用)。

### ツアースキー
- 竜王越えツアースキー
  - 焼額山の山頂より向かう。入山届けが必要。

## リフト
（距離・高低差・時間）

### 運行中
- 奥志賀エリア
  - 第1ペアリフト　824m・106m・8m34s
  - 第2高速ペアリフト　1,555m・344m・6m28s　第1ペアリフトに並行して架設されている。高速リフトに架け替えられる以前は、第2シングルリフトとして、第1ペアリフト降り場の左横に乗り場があり、第2エキスパートコースのみを繰り返し滑る上級スキーヤーに人気であった。
  - 第3高速ペアリフト　526m・115m・2m11s　第2高速ペアリフトとともにシングルリフトから架け替えられた。ゲレンデ下部から見上げて右脇に架設されているが、シングルリフトの時代は左脇であった。
  - 第4ペアリフト　376m・62m・3m08s
- おおぼらエリア
  - ゴンドラリフト　1,917m・478m・6m23s

### 休止・廃止
- 廃止されたリフト

- - 第6ペアリフト　667m・102m・6m10s　2023-24シーズンより休止。
  - 第5シングルリフト　768m・260m・7m07s　第6リフトの上部に設置。ゴンドラリフトが開設されるまでは、第7リフト、第6リフトを乗り継いで山頂に至る重要なリフトであった。1990年代前半に廃止された。
  - 第7シングルリフト　517m・118m・4m47s　ゴンドラ乗り場から第7上級、中級コースの分かれ目までを結んでいた。連絡コースを経由して第6ペアリフトに乗り継ぐことができた。長野オリンピック以降廃止された。

### 料金
2020～2021シーズンの奥志賀高原スキー場限定リフト料金(消費税及び地方消費税込み)は以下の通りである。志賀高原全スキー場共通券は志賀高原スキー場を参照のこと。

なお、2019～2020シーズンよりリフト券購入時における保証金500円の預け入れは不要となった。
| 券種                            | 大人※1 | シニア※2 中高生※3 | 小人※4 | 備考                                                                              |
| ------------------------------- | ------ | ----------------- | ------ | --------------------------------------------------------------------------------- |
| ハイシーズン1日券               | 4,400  | 3,900             | 2,050  | 期間:2020年12月21日(月)～2021年3月31日(水)。                                      |
| ハイシーズン4時間券             | 3,600  | 3,350             | 1,750  | 期間:2020年12月21日(月)～2021年3月31日(水)。                                      |
| ハイシーズン障がい者1日券       | 3,700  | 3,700             | 1,800  | 期間:2020年12月21日(月)～2021年3月31日(水)。                                      |
| ハイシーズン障がい者4時間券     | 3,250  | 3,250             | 1,500  | 期間:2020年12月21日(月)～2021年3月31日(水)。                                      |
| 初滑り・春スキー1日券           | 3,900  | 3,600             | 1,950  | 初滑り:営業開始～2020年12月20日(日)、春スキー [期間:2020年4月1日(木)～営業終了]。 |
| 初滑り・春スキー4時間券         | 3,400  | 3,150             | 1,650  | 初滑り:営業開始～2020年12月20日(日)、春スキー [期間:2020年4月1日(木)～営業終了]。 |
| 初滑り・春スキー障がい者1日券   | 3,500  | 3,500             | 1,700  | 初滑り:営業開始～2020年12月20日(日)、春スキー [期間:2020年4月1日(木)～営業終了]。 |
| 初滑り・春スキー障がい者4時間券 | 3,000  | 3,000             | 1,450  | 初滑り:営業開始～2020年12月20日(日)、春スキー [期間:2020年4月1日(木)～営業終了]。 |
| 奥志賀第1ペアリフト1回券        | 420    | 420               | 210    |                                                                                   |
| 奥志賀第2高速ペアリフト1回券    | 780    | 780               | 390    |                                                                                   |
| 奥志賀第3高速ペアリフト1回券    | 280    | 280               | 140    |                                                                                   |
| 奥志賀第4ペアリフト1回券        | 220    | 220               | 110    |                                                                                   |
| 奥志賀ゴンドラリフト片道券      | 980    | 980               | 490    |                                                                                   |
| 奥志賀ゴンドラリフト往復券      | 1,900  | 1,900             | 950    |                                                                                   |

※1 18歳乃至59歳　※2 60歳以上　※3 中学生・高校生　※4 小学生以下　※5 障がい者は障がい者手手帳または療育手帳提示

## 施設・サービス

### レストラン
本スキー場周辺の各ホテルやペンションに付随するレストランの他に、スキー場利用者向けの独立したレストランがある。自家製の飲食物や数の少ない仕入れ品、直輸入品、地元銘酒などがある。それぞれ美味しさにこだわりつつ、いわゆる地産地消の意味合いもありながら、地元の名品を出す店がある。独立したレストランは基本的にスキーシーズンオフには休業している。詳しくはスキー場サイトのレストラン案内へ。
- 奥志賀エリア
  - フランス料理「現代」(奥志賀高原ホテル)
  - イタリア料理「ステラルアルピーナ」(ホテルグランフェニックス奥志賀)
  - 日本料理・中華料理「篝火」(ホテルグランフェニックス奥志賀)
  - チロル料理「ペンション・シャレークリスチャニア」
  - スポーツバー 2014-15年シーズンよりバスターミナルの旧奥志賀レストランにオープン。
- おおぼらエリア
  - レストラン　サンクリストフ
  - レストラン シャモア (奥志賀高原ホテルが営業)。2000年代の数年間は閉鎖していた時期があったが、現在は営業を再開している。

### 宿泊施設
宿泊キャパシティーの比較的少ないグレードの高いリゾートホテルが2軒と、値ごろ感のあるペンションが数件ある。

ホテル、ペンションともに、自家製のちょっとした食べ物や、みやげ物などが用意されている。

#### ホテル
歴史ある古きリゾートを目指す格式の高い二つのリゾートホテルがある。ホテルおよびその周辺はヨーロッパのリゾートの雰囲気につつまれている。
両ホテルともに、スキー場、バス停留所および駐車場に隣接しアクセスは容易である。
両ホテルとも皇族の定宿とされている。
- 奥志賀高原ホテル
  - 1969年12月開業の奥志賀高原ホテルは、焼額山の裾野に広がるゲレンデを正面に配し、背後には岩菅山を望む。奥志賀開発と同時に作られ、半世紀におよぶ長い歴史を持つ。
  - ホテル内の施設はシックにまとめられていて、一級のフレンチレストランを持ち、大きな暖炉のある広いラウンジからの景観がよくホテルの顔となっている。ホテルに隣接して、バンケットルームや小澤征爾のかかわった小さなコンサートホール「森の音楽堂」があり、本ホテルが奥志賀高原リゾートの中心となっている。ホテルグランフェニックス奥志賀が開業するまでは、皇族の定宿とされていた。
  - 長く長野電鉄の子会社が経営していたが、現在はグランフェニックスに経営権がある。2010年より夏季のみ休業中であったが2017年より通年営業に戻った。2019年11月、香港の統合型リゾート(IR)大手のメルコリゾーツ&エンターテインメントが、本ホテルを改装して280室規模のホテルや商業施設として運営することを報道発表[4]した。
  - チェックイン15:00・チェックアウト11:00・シングル4・ツイン47・トリプル21・スイート2・総人数165
  - 客室
    - 本館シングル　16㎡
    - 本館スタンダードツイン　20㎡
    - 本館スーペリアツイン　24㎡
    - 本館トリプル　35㎡
    - 新館スーペリアツイン　32㎡
    - 新館トリプルルーム　47㎡
    - 新館スイートルーム　72㎡

  - レストラン
    - フランス料理　メインダイニング「現代」
    - 日本料理　くねん坊
    - Lounge＆bar　ALPINA
    - バンケットホール

  - 設備
    - 展望大浴場
    - テニスコート（レンタルあり）
    - スキーレンタル（ウェアもあり）
    - 6ホールゴルフ（ドライバー使用可）
    - レンタサイクル
    - ホテルショップ
    - コンサートホール＆チャペル　森の音楽堂
    - インターネット　無線LAN（FREESPOT）

  - その他
    - ウェディング
    - 客室内ペット宿泊可（中型犬まで）

- ホテルグランフェニックス奥志賀
  - 1994年に奥志賀エリアで2つめのホテルとして誕生した。フェニックスホテルはその名のとおり、スポーツ用品関係のフェニックスが建設した。
  - スイスの数多くの良質なリゾートホテルをベースにして、これに引けを取らず、なおかつオリジナリティをもったホテルを建てることをコンセプトとした。
  - 現在、皇族の定宿となっており、天皇徳仁は皇太子時代から毎年のように宿泊していた。
  - 客室総数35
  - 客室
    - スタンダードツイン　42㎡
    - デラックスツイン　53㎡
    - ジュニアスイート　57㎡
    - デラックススイート　70㎡
    - ロイヤルスイート　100㎡
    - 和室　8+10畳

  - レストラン
    - イタリア料理　La Stella Alpine
    - 日本・中華料理　篝火
    - ラウンジ　Largo

  - 設備
    - 展望台浴場
    - サウナ＆リラクゼーションルーム
    - 温水プール
    - スキーレンタル（テレマークもあり）
    - ホテルショップ
    - インターネット　無線LAN（FREESPOT）

  - その他
    - ウェディング
    - ペット宿泊可（中型犬まで）

#### ペンション
第1ゲレンデ右方近くに小さくペンション村が作られている。
どれも小規模であり落ち着きのある雰囲気を形成しており、どれも本スキー場に近接しており、いくつかの施設にはスキー場から滑り込むことができる。
長野電鉄は1979年に区画の分譲を公表したが許可が遅れ、7年後の1986年にようやく9区画が分譲開始された。
2008年のリーマンショックによる景気低迷以降、初期分譲時の経営者が廃業あるいは営業譲渡する区画が増加し、これにともないペンションだけでなくB&Bやゲストハウスといった業態に替わる宿泊施設も加わっている。
現在のペンション村(9区画)の施設は以下のとおりである(ペンション村入口側の施設から記載)。
- プチホテル コンテ・デ・ネイジュ
1987年に開業したフランス料理を提供する奥志賀エリア古参宿泊施設の一つ。
客室総数12。

- ロッジやまのまにまに
2017年7月に開業した奥志賀エリアの新参ペンション(1987年開業の「小本ペンション」からオーナー変更)。

- ペンション白
2015年に開業したペンション(1987年開業の「ぶなのひこ」からオーナー変更)。
客室総数8室。

- IKIRU Lodge
2022年に開業したB&B(1988年に開業した「ペンション樹の子」からおーな」変更)。
客室総数6。

- ペンション・シャレークリスチャニア
1987年に開業したオーストリアのチロル地方をコンセプトとした奥志賀エリアで最大規模の古参ペンション。
客室総数14。
スキー場からの滑り込み可。

- プチホテルEpi(エピ)
ペンションチェーンのシェラリゾート(1990年開業)から引き継いで運営。
客室総数14。

- ペンション・コットンハウス
1986年に開業した最古参ペンション。
スキー場からの滑り込み可。

- B&Bブルーエ
2011年にオーベルジュとして開業し、2014年から現形態となって営業(1992年開業の「フルハウス奥志賀」、2006年開業の「ベルサルームズ」から名称変更)。
客室総数12。

- ゲストハウスtesoro奥志賀
2018年10月に開業した奥志賀エリア最新参の宿泊施設(1988年開業の「ペンションオードヴィー」からオーナー変更)。
客室総数9。
スキー場からの滑り込み可。

#### その他の宿泊施設
- スポーツハイム奥志賀
  - 杉山スキースクールの中心で、ここに宿泊してレッスンを受けることも出来る。

### その他
- キッズパーク
  - 奥志賀バスターミナルのゲレンデ側にある。ソリやスコップ等が用意され、雪遊びを楽しめる。
  - 動く歩道式のリフトがあり、ここを使ってのスクールもある。
- ツリーハウス
  - 第1ゲレンデから第1リフトへ向かう分岐の第2高速リフトをくぐったそばの林にある。少し見づらいが、ライブカメラで見ることが出来る。
- 無料キッズルーム（奥志賀バスターミナル　無料休憩所内）
- 託児所
  - 奥志賀高原ホテル
- 展望台
  - 第3リフト降り場付近にある。雪像やかまくらが出来ることも。
- レンタル
  - 奥志賀高原ホテルと奥志賀バスターミナルでスキー、ウェアのレンタルを行っている。他、一部ホテル等でも行われている。

　奥志賀バスターミナル内ではキッズ～セミファットスキーまである。
- スクール
  - 杉山スキー＆スノースポーツスクールがある。全くの初心者からレース向け、1時間から複数日の長期滞在レッスンまでメニューは幅広く、志賀高原各地を使ってレッスンが行われる。時々海外などから有名スキーヤーを講師として招いたり、一緒に滑るツアーや海外へ行くものもある。
- スキーチューンナップ
  - レストラン　サンクリストフ内にプロショップ　タクトスキーラボがある。ホットＷＡＸ～本格チューンまで可能。
- 常設の竜王越え以外に、ときおりクロスカントリースキーのツアーも開催される。
- スノーモービルや圧雪車（いわゆるピステンの事）に乗ることもできる。奥志賀高原にはピステンブーリーシリーズが導入されている。

## グリーンシーズン

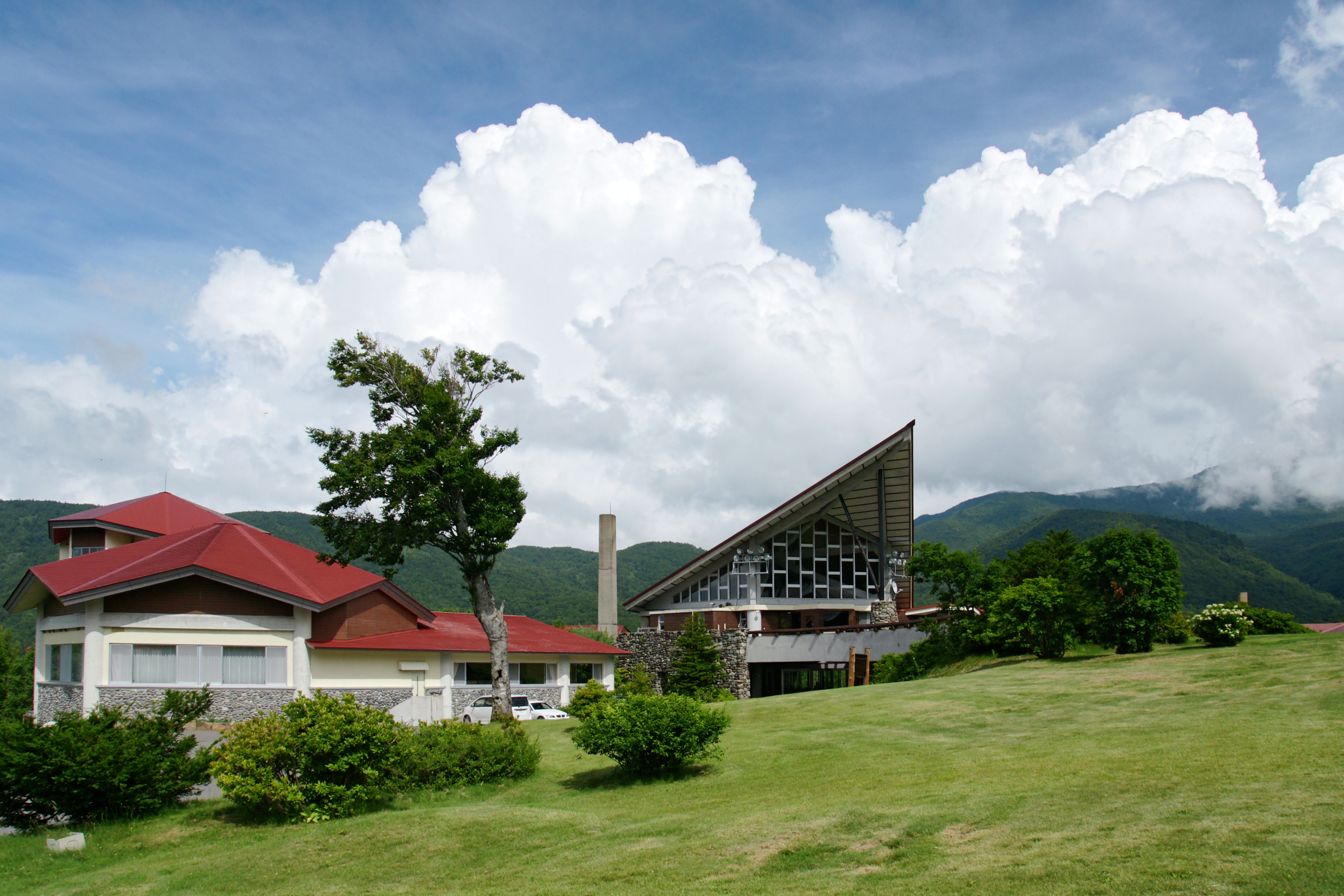
グリーンシーズン

夏期もまた、集客力のある娯楽商業施設の無い立地でありながらも、その静けさを求めて訪れる者が少なからず存在し、避暑地としての隠れた人気を維持している。ホテルでのウェディングや、音楽堂でのコンサート、周辺のハイキング、渓流釣りなど自然と触れ合う静かなリゾート。

### ハイキング
ホテル周辺などにコースが整備されている。
- ゲレンデが綺麗に刈り込まれ、高山植物が咲いていたり、コース外の林などに行く事ができるときがある。
- 奥志賀の更に奥へ向かう、数kmある白樺林の簡単な山道、白樺苑路整備されている。途中に湧き水や沢があり、出口付近に小さな池が存在する。出口で合流する車道から帰ってくることも可能。（車道への車両乗り入れは禁止されている）
- 単に道路沿いを歩くだけでも眺めがよく、山菜なども採ることが出来る。
- 近くに奥志賀高原牧場がある。
  - 近年、観光にも開放されるようになった。シーズン中、週末などに受け入れており、トップシーズンには連日開放されている。非開放日であっても、予約と言う形で連絡すれば受け入れることもあるようだ。
  - 100haの広さがあり、毎年6月ごろから10月ごろまで若い牛や馬が数十頭放牧される。牧場では野菜や飼料の有機栽培が行われている。試行錯誤を続けていた自家製ヨーグルトも完成した。これらは一般にも販売され、通信販売も行われている。季節を収めたDVDもある。
  - 非常に古い炭焼き釜が発見され、その石が利用されてピザ釜が作られた。借りたり、場合によっては食べることもできる模様。発見のきっかけは埋もれていた釜に牛が落っこちたとのこと。
- 沢や川なども随所にある。禁漁の時期もあるが、解禁時はホテル等で販売されている釣り券が必要となる。
  - 雑魚川には原種の天然イワナが生息している。
- 奥志賀高原から秋山郷へ抜ける林道沿いは紅葉がすばらしく、シーズンになると訪れる人が大変多い。またこの途中の奥志賀渓谷には8月まで残雪が残る。
  - この渓谷にも散策路が整備されている。

### トレッキング
- 焼額山

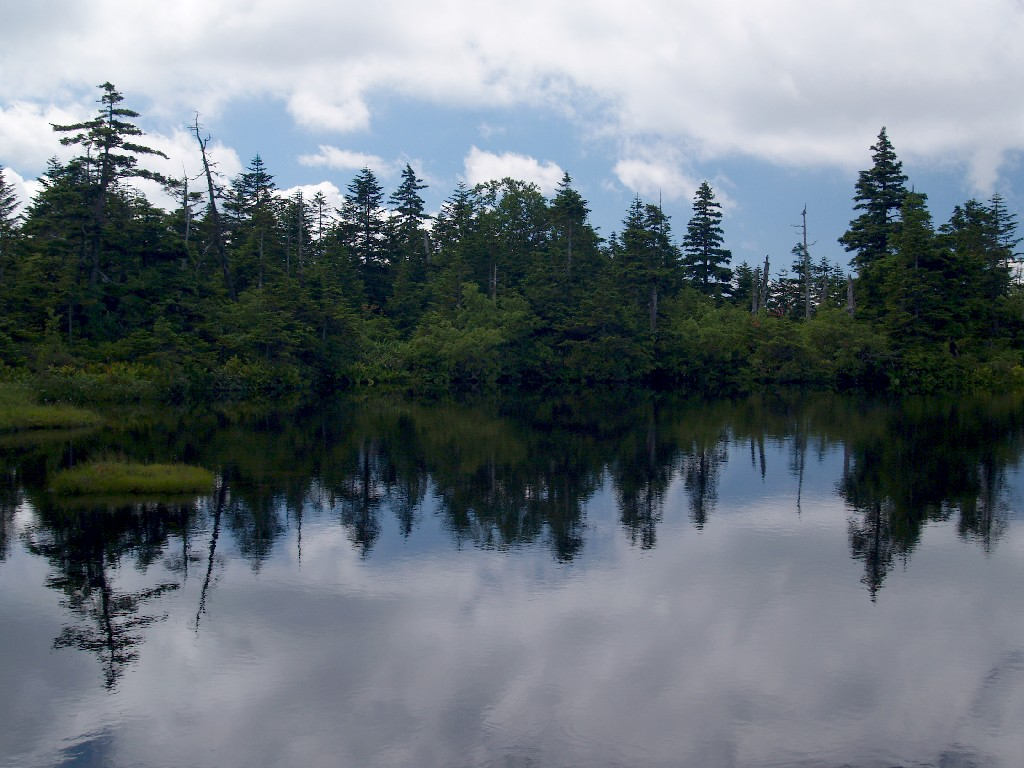
稚児池（2007年8月）

  - ゲレンデを通って山頂まで行くことが出来る。ルートは山頂を横断し、一の瀬まで続く。焼額山山頂には、珍しく、かつ山ノ内町の天然記念物、稚児池と言う池が存在し、高層湿原が広がる。夏休みや紅葉シーズンなど時期によってはゴンドラが運行し、ゴンドラ山頂駅から少し歩くだけで楽に登ることが出来る。紅葉が非常に綺麗。
- 岩菅山
  - 一の瀬寮前バス停留所を起点としてノッキリ（2,072m）で東館山からの稜線ルートと合流して岩菅山（2,295m）とその北側にある志賀高原の最高峰裏岩菅山（2,341m）へと至るルート。登山道はそのまま北上して秋山郷の切明温泉まで続いているが距離があり健脚向きとなる。
- 東館山
  - 東館山高山植物園
  - 山頂、もしくはそばまでサマーリフトが通っているので楽に登ることができる。
  - 山頂から岩菅山へ向かうことも出来る。

### ガイド
- 杉山スキ＆スノースポーツスクールが夏季に杉山野外塾を開校している。ここに各種のコースがある。
- 志賀高原ガイド組合があり、各種コースがある。
- 概ねホテルなどが申し込みの代行を行っている。コースなどもこちらに相談するか、志賀高原観光協会、志賀高原自然保護センターなどを利用。

### ゴルフ
- 6ホールゴルフ場（奥志賀高原ゴルフ場）
  - おおぼらエリアに整備。1974年に開業した全長1840ヤード、パー23のコース（ロング1H、ミドル3H、ショート2H）。
- パターゴルフ場
  - 奥志賀高原ホテルそばに整備されている。以前3ホールのゴルフ場で、おおぼらエリアの6ホールと合わせて9ホールを周ることができた。第1ペアリフト、第2高速ペアリフトの架け替えによりコースの一部が使用不可となったことからパターゴルフ場に転換された。

### テニス
- 奥志賀高原ホテルにテニスクレーコート3面
- スポーツハイム奥志賀にテニスオールウエザーコート2面

### レンタルサイクル
- マウンテンバイク
  - ホテルグランフェニックス奥志賀

### レストラン
- フランス料理「現代」(奥志賀高原ホテル)
- イタリア料理「ステラルアルピーナ」(ホテルグランフェニックス奥志賀)
- 日本料理・中華料理「篝火」(ホテルグランフェニックス奥志賀)
- チロル料理「ペンション・シャレークリスチャニア」
- レストラン サンクリストフ　（スポーツハイム奥志賀）
- ペンションがレストラン営業を行っている時もある。

### その他
- ホテルの企画する星空観察や蛍観察、サイクリングツアーや釣りなどいろいろとある。
  - 熊の湯温泉近くに生息する源氏蛍は国の天然記念物となっている。
- 近場の温泉など周辺にもいろいろな物が多数ある。
  - 奥志賀高原に温泉は無い。掘れば出る可能性が高いそうだが、温泉を排出すると川の生態系を激変させてしまうため、保護のために設置されていない。
  - 高天ヶ原より向こうは高天ヶ原湿原をはさんで水系が変わり、湯田中温泉方面へ流れるため温泉がある。
- ホテルに相談すると各種の案内をしてくれる。

## イベント
例年、以下のようなものが催されている。各ホテル等の独自のものなどもある。
- シーズン初滑り
  - スキーオープン後の12月頭に志賀高原の4地区持ち回りのどこか一箇所で行われ、イベントなどが行われる。
- クリスマス・新年
  - カウントダウンや花火、たいまつ滑走など。
- 雪の迷路
- 杉山進＆マスターズ　チャレンジカップ
- 奥志賀高原タクトカップ
- フェニックスレーシングカップ
- コンサート
  - 森の音楽堂を使った小澤征爾や森のオーケストラなどによるコンサート。各ホテルのラウンジ等を使ったミニコンサートも随時行われる。
- 春スキー感謝祭
  - 各スキー場で開かれ、割引やスタンプラリーなどが行われる。
- 志賀高原内の各山の開山祭や新緑祭
- 志賀高原大蛇祭り・ミス志賀高原コンテスト
- 紅葉フェスタ
  - 紅葉シーズン、10月前半の週末に行われて出店やペンション等の出店などがある。
- フォトイベント
  - 概ね夏季冬季に分かれてそのシーズンの写真の応募となる。スキー場のサイトに過去の受賞作が展示されている。

## 交通
1998年の長野オリンピックの競技場のひとつに志賀高原が決定したころから、開催にむけた交通インフラ整備が進み交通事情は開催以前に比べて格段に良くなった。しかし車の場合、つづら折り急勾配の山道、峠道であることに変わりはなく、現在も注意が必要である。
冬場の除雪はされるものの、標高が高いことからスキーシーズンには必ず滑り止めが必要。天候によっては高速道路を降りた所から雪道となる場合がある。10月下旬や5月であっても天候の急変などにより数時間で雪道となる場合もある。志賀高原内のトンネルでは凍結などによるスリップ事故がとても多い。気温は-20度以下まで下がる場合があるのでディーゼル燃料の凍結などに注意が必要である。道路や気象についてはホテル等のサイトから詳しい情報を得ることが出来る。
- 北陸新幹線等の長野駅や飯山駅、長野電鉄の湯田中駅から長野電鉄の一般路線バスや急行バスが運行されている。東京から新幹線等を使い、乗り換えを除けば3時間少しと早い。
  - 長野電鉄には、景観の良く見える元小田急電鉄のロマンスカーが特急として走る。
  - 長野電鉄は、2011年春から新たに元JR東日本の成田エクスプレスの車両を導入し、特急「スノーモンキー」として運行している。

- 首都圏等からのスキーバス、長野駅からホテル専用の送迎バス、主要空港からの定額タクシーがある。

- 長野自動車道の信州中野インターチェンジを降り、直進して志賀中野有料道路経由して中野市や湯田中温泉等を通過し、通称オリンピック道路を進めば、途中の蓮池で一箇所だけ左の側道にるだけで、奥志賀高原入口までそのまま一本道で通じる。案内もあり、迷うことは無い。
  - 上記のほかに、アクセス道路として上信越自動車道の碓氷軽井沢インターチェンジや関越自動車道の渋川伊香保インターチェンジから草津を抜けて白根山を経由するルート、野沢温泉からの旧奥志賀林道(県道502号)ルート、栄村の秋山郷からの国道405号と雑魚川林道を使うルート、ならびに、熊の湯スキー場のそばから山田温泉を通り須坂駅方面へ行く県道66号ルートがあるが、いずれも冬季は全て閉鎖され中野経由の一本のみとなる。
  - 国道292号の横手山方面は、渋峠や草津白根山周辺が冬季閉鎖になるだけでなく、閉鎖、開通の前後であっても降雪時には通行止めとなることがある。

## 歴史
- 1958年(昭和33年)　長野電鉄は、冬期観光と奥志賀開発を目的として大字夜間瀬の熟平にスキー場を開設するため、土地所有者である山ノ内町に対し借地を申請。
- 1966年(昭和41年)　山ノ内町と長野電鉄が熟平地区にある町有地約200haの賃貸借仮契約を締結。
- 1967年(昭和42年)　長野電鉄は、奥志賀高原開発計画を発表。
- 1968年(昭和43年)　山ノ内町と長野電鉄が熟平地区200haの町有地の賃貸借および地上権設定契約を締結。正式に「奥志賀高原」と命名し、ホテル、ロッジ、法人寮、個人別荘、ペンション村などの宿泊施設、スキー場、ゴルフ場、テニスコートなどのスポーツ施設、自然遊歩道などが点在する静かな環境のリゾートエリアの開発に着手。
- 1969年(昭和44年)　別荘分譲地および法人寮分譲地の第一次販売を開始。12月に奥志賀高原スキー場が開業し、第1リフト(868m)、第2リフト(624m)、第3リフト(535m)、第4リフト(391m)の4本の索道を敷設。「奥志賀高原ホテル」開業。長野電鉄路線バスが高天ヶ原から奥志賀まで9.2km延長して運行を開始。
- 1970年(昭和45年)　別荘分譲地第二次販売を開始。奥志賀高原ホテルゴルフ場(3ホール)が完成。法人寮地区にて最初の法人寮(日立)が完成。長野電鉄が奥志賀高原ロッジを開業。
- 1971年(昭和46年)　山頂レストハウス開業。
- 1973年(昭和48年)　12月に奥志賀高原スキー場大洞(おおぼら)地区が開業し、第5リフト(736m)、第6リフト(649m)、第7リフト(518m)の3本の索道を敷設。レストハウス「おゝぼら」開業。
- 1974年(昭和49年)　長野電鉄路線バスが奥志賀～別荘地(白樺台)間運行を開始。大洞地区に奥志賀高原ゴルフ場(6ホール)開設。
- 1975年(昭和50年)　「スポーツハイム奥志賀」(杉山スキースクール)が開業。
- 1981年(昭和56年)　12月、第1ペアリフト(815m)を新設し、旧第1リフトは第2A線リフトに変更。第2リフトを第2B線ペアリフト(630m)に架け替え。
- 1983年(昭和58年)　焼額山スキー場が開業。
- 1986年(昭和61年)　3月、ペンション村の9区画について地上権分譲開始。7月、小澤征爾が「森のオーケストラ」を開催。12月、ゴンドラリフト(6人乗り、1917m)を新設し、第7リフトを第7ペアリフト(583m)に架け替え。山頂レストハウスで火災発生。
- 1987年(昭和62年)　12月、ダウンヒルコースがほぼ現在のコース形状になりカモシカ落としコース閉鎖。焼額山スキー場の二期開発が完成し、同スキー場を経由して一の瀬地区とスキーコースが連結。
- 1988年(昭和63年)　第1ペアリフトを架け替え(824m)。第2AB線を連結して第2高速ペアリフト(1555m)に、第3リフトを第3高速ペアリフト(527m)に架け替え。
- 1989年(平成元年)　第4リフトを第4ペアリフト(376m)に架け替え。
- 1990年(平成2年)　第6リフトを第6ペアリフト(677m)に架け替え。
- 1993年(平成5年)　第5リフトを廃止。
- 1994年(平成6年)　1月、「ホテルグランフェニックス奥志賀」開業。
- 2023年(令和5年)　第6ペアリフトを廃止。

## その他
- 毎年、奥志賀高原フォトコンテストが開かれており、スキー場のサイトにいくつもの写真が掲載されている。
- ホテルグランフェニックス奥志賀を開発したフェニックスは、本業の業績低迷により2004年に元社長であった田島和彦が設立したズイカインターナショナルに施設を売却した。田島は2012年に奥志賀高原リゾートの社長にも就任している[5]。
- 奥志賀高原の開発者である長野電鉄は経営していたスキー場やホテルなどを2007年に野村ホールディングス系列の投資会社ユニファイド・パートナーズに売却したが[6][7]、同社は2009年に撤退し、ズイカインターナショナル（ホテルグランフェニックス奥志賀の経営会社）に売却した[8]。
- 法人寮用地
  - 長野県道471号線から分岐する奥志賀エリアへのアクセス道路の左側に複数の区画及び施設がある。
  - 1970年から企業などの法人に対し寮用地として十数区画の借地権(地上権)が分譲され、その後いくつかの寮が建設、運営されてきたが、2010年前後に多くの施設が廃止、解体され、現在は2施設のみ建物を残して更地となっている。
  - 進出した法人は以下のとおりである。企業名は進出当時の名称(括弧内は寮運営開始月)

1970年　日立「奥志賀山荘」(10月)、伊勢丹「奥志賀丹光荘」(12月)、ノザワ「山の家」(12月)
1971年　日本勧業角丸証券「奥志賀山荘」(11月)
1972年　ペルメレック電極「エーデルワイス」(7月)、中部電力「奥志賀高原荘」(10月)
1973年　東証福祉「奥志賀山荘」(12月)、東京産業「奥志賀寮」(12月)
1974年　愛知トヨタ「奥志賀ハイツ」(10月)、東亜石油「奥志賀山荘」(11月)
1977年　サントリー「奥志賀高原サンロッジ」(12月)
1995年　東友[東京電力]「奥志賀山荘」

- 個人別荘地
  - 本スキー場の北部に、279区画の個人用別荘地が造成され、1969年に第一次販売(143区画)、1970年に第二次販売(136区画)を開始(地上権分譲)し、現在も分譲中である[9]。
  - 別荘地への車両の進入は別荘所有者等の関係者に限られる。
  - 1974年から長野電鉄が路線バスを別荘地(白樺台)まで運行を開始したが、建設された別荘は70区画ほどにとどまっていることから、現在は廃止され公共交通機関を利用する場合は奥志賀高原ホテル停留所から徒歩(別荘入口まで1.7km、約22分)となる。